# Püntsog Namgyal (Tsangpa)
(Karma) Püntsog Namgyal was de vijfde koning uit de Tsang-dynastie in de regio Tsang in Tibet, van voor 1603 tot 1620. Hij was de zoon van de tweede koning van Tsang, Thutob Namgyal. Tussen zijn vader en hem in regeerden achtereenvolgens nog zijn beide ooms Künpang Lhawang Dorje en Tensung Wangpo als derde en vierde koning van de Tsang-dynastie. Hij werd opgevolgd door zijn zoon Tenkyong Wangpo.

## Overwinning op de Phagmodru-dynastie
De positie van de rivaliserende Phagmodru-dynastie was begin 17e eeuw erg fragiel. In 1610 voerde haar troepen een aanval uit in de Lhasavallei. Dit lokte echter een snelle represaille uit door de Tsangpa-troepen van Püntsog Namgyal. Hij vertrok vanuit zijn basis in de regio Tsang en deed hij verschillende invallen in de oostelijk gelegen regio U.
In 1616 onderwierp hij de regio Kyishod in de buurt van Lhasa en dwong hij het Phagmodru-hof in Nedong om zich over te geven. Met deze slag viel het meeste land in U-Tsang in zijn handen. Zijn triomf werd bevestigd toen hij nogmaals een aanval deed in 1618.
Door de inname van Lhasa verloor de gelugsekte haar belangrijkste kloosters; Püntsog Namgyal behoorde tot de karma kagyüsekte van de karmapa.

## Verlies tegen de dalai lama met steun van de Mongolen
Tijdens de gevechten tussen de vijfde dalai lama en de karmapa viel het gebied weer terug aan de gelugsekte.
- Virtual International Authority File: 239477777